# 阿布勒卡伊爾·薩卡科夫
阿布勒卡伊爾·巴赫特拜吾勒·薩卡科夫（拉丁字母：Äbılqaiyr Baqtybaiūly Sqaqov；1974年7月9日－），簡稱阿布勒卡伊爾·薩卡科夫，是一位哈薩克斯坦政治人物。他曾經在2016年12月至2019年4月期間擔任該國國防部副部長，並自2020年1月21日起出任巴甫洛達爾州州長。

## 早年生活和教育
薩卡科夫於1974年7月9日在蘇聯哈薩克蘇維埃社會主義共和國（現哈薩克斯坦）巴甫洛達爾州出生，大學時期於阿克莫拉財經學院（Акмолинский финансово-экономический техникум）修讀稅務金融學系並在1995年順利畢業，隨後他又於2000年和2004年分別取得塞米巴拉金斯克國立大學（Семипалатинский государственный университет）經濟與金融學位以及哈薩克法律與國際關係學院（Казахский институт правоведения и международных отношений）法學學位，最後更在2017年獲得莫斯科國立大學工商管理碩士。

## 仕途
薩卡科夫於1995年5月進入哈薩克斯坦財政部巴甫洛達爾州稅務稽查分局間接稅處先後擔任專家以及稅務督察員，隨後他在1997年2月至2005年5月轉往巴甫洛達爾州稅務委員會工作，期間曾經從事間接稅處高級稅務督察員、大型納稅人稅務審計處首席稅務督察員、大型納稅人分析和監察處首席專家、未登記納稅人工作處處長、支付分析預測與會計處處長以及後來的稅務委員會副主席等職務。
2005年5月，薩卡科夫改任巴甫洛達爾州卡奇爾區（現捷連科爾區）稅務委員會主席，翌年轉任巴甫洛達爾州醫療保健局經濟處副處長。接著他又於2008年7月成為巴甫洛達爾市稅務局局長，並在兩年三個月後改任科斯塔奈州稅務局局長。
2012年5月，薩卡科夫獲調往首都阿斯塔納（現努爾蘇丹）出任中央政府財政部下轄稅務委員會副主席，兩年五個月後短暫成為財政部國家稅收委員會發展和現代化處處長之後便於同年11月轉任阿斯塔納市國家稅務局局長一職。隨後他在2016年12月擔任國防部副部長，並於2019年4月被調回財政部出任財政監察委員會主席。
2020年1月21日，哈薩克斯坦第二任總統卡西姆若馬爾特·托卡耶夫簽署第250號總統令，任命薩卡科夫為巴甫洛達爾州州長。任內他曾經在2019冠狀病毒病疫情流行期間把該州一座體育場以及療養院改作臨時醫院以增加治療床位，並於同年11月26日前往總統府向托卡耶夫總統匯報工作進展和記錄總統下達的各項任務。

## 榮譽
以下是薩卡科夫曾經獲得的獎章與榮譽稱號：
- 2011年：哈薩克斯坦共和國獨立20週年（Қазақстан Республикасының тәуелсіздігіне 20 жыл）紀念獎章
- 2011年：卓越稅務服務（Отличник налоговой службы）稱號
- 2012年：卓越金融服務（Отличник финансовой службы）稱號
- 2014年：傑出勞動獎章
- 2014年：卓越公共服務（Отличник государственной службы）稱號